# Sarcohyla robertsorum
Espèce
Statut de conservation UICN

 EN B1ab(iii)+2ab(iii) : En danger
Synonymes
- Hyla robertsorum Taylor, 1940 "1939"
- Plectrohyla robertsorum Faivovich, Haddad, Garcia, Frost, Campbell, and Wheeler, 2005

Sarcohyla robertsorum est une espèce d'amphibiens de la famille des Hylidae.

## Répartition
Cette espèce est endémique du Mexique. Elle se rencontre entre 2 250 et 3 050 m d'altitude dans la Sierra Madre orientale dans les États d'Hidalgo et de Puebla.

## Étymologie
Elle est nommée en l'honneur des époux  Hazel et Howard Radclyffe Roberts (1906-1982).

## Publication originale
- Taylor, 1940 "1939" : New species of Mexican Anura. University of Kansas Science Bulletin, vol. 26, no 11, p. 385-405 (texte intégral).